# Luzula orestera
Luzula orestera är en tågväxtart som beskrevs av Sharsm. Luzula orestera ingår i Frylesläktet som ingår i familjen tågväxter. Inga underarter finns listade i Catalogue of Life.